# جوزيف بي. جونسون
جوزيف بي. جونسون (بالإنجليزية: Joseph B. Johnson)‏ هو مهندس ومصرفي وسياسي أمريكي، ولد في 29 أغسطس 1893 في هلسينغبورغ في السويد، وتوفي في 25 أكتوبر 1986 في سبرينغفيلد في الولايات المتحدة. حزبياً، نشط في الحزب الجمهوري.

## مناصب
- انتخب عضو مجلس ولاية فيرمونت (1947 – 1950).
- انتخب Lieutenant Governor of Vermont [الإنجليزية]‏ (4 يناير 1951 – 6 يناير 1955).
- انتخب عضو مجلس نواب فيرمونت (1945 – 1946).
- انتخب حاكم فيرمونت [الإنجليزية]‏ (6 يناير 1955 – 8 يناير 1959).